# Marek z Viterbo
Marco Parentezzi, także Marcus Viterbiensis (ur. ok. 1304 w Viterbo, zm. 4 września 1369 tamże) – włoski franciszkanin, teolog, generał zakonu w latach 1359–1366, legat papieski, kardynał prezbiter.
Jest autorem Summy o przypadkach sumienia.

## Życiorys
Pochodził ze szlacheckiej rodziny Parentezzich z Viterbo. Był synem Pietro da Viterbo. Do franciszkanów wstąpił w rodzinnym Viterbo. Był członkiem prowincji rzymskiej pw. Świętych Apostołów Piotra i Pawła. Był wykładowcą teologii w studium w Paryżu w 1334. Został wybrany ministrem generalnym swojego zakonu na kapitule generalnej w Genui 9 czerwca 1359. Jako generał przewodniczył kapitule generalnej w Strasburgu. Kilkakrotnie był wysyłany jako legat papieski za pontyfikatu Urbana V. Rządził zakonem do 1366.
Został wyniesiony do godności kardynalskiej 18 września 1366. Został kardynałem prezbiterem św. Praksedy. Jako kardynał pośredniczył m.in. w zawieraniu pokoju między Stolicą Świętą a królową Joanną I z Neapolu, która wspierała piratów.
Zmarł w czasie zarazy w Viterbo 4 września 1369. Został pochowany w kościele franciszkanów konwentualnych. Nad miejscem jego pochówku ustawiono marmurowy pomnik po części zachowany do dziś.